# Skiltron
Gli Skiltron sono un gruppo celtic-power metal dell'Argentina con influenze pagan metal.

## Storia
La band, formata nel 2004 a Buenos Aires, era inizialmente conosciuta come Century. I loro testi parlano delle guerre di indipendenza Scozzesi e di leggende folkloristiche della Scozia.

## Formazione

### Formazione attuale
- Diego Valdez - voce (2006-)
- Emilio Souto - chitarra, mandolino, bouzouki (2004-)
- Juan Jose Fornes - chitarra (2006-)
- Fernando Marty - basso (2004-)
- Matias Pena - batteria (2004-)
- Pablo Allen - cornamusa, Tin whistle (2006-)

## Discografia

### Album in studio
- 2006 - The Clans Have United
- 2008 - Beheading the Liars
- 2010 - The Highland Way
- 2013 - Into the Battleground
- 2016 - Legacy of Blood

### Demo
- 2004 - Gathering the Clans
- 2007 - The Blind Harry Demo